# Ekseption

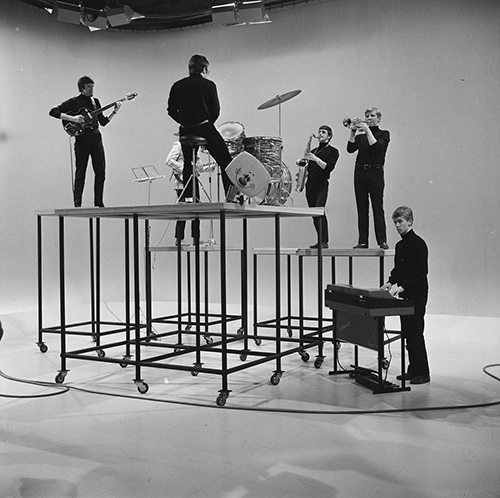
Ekseption 1967

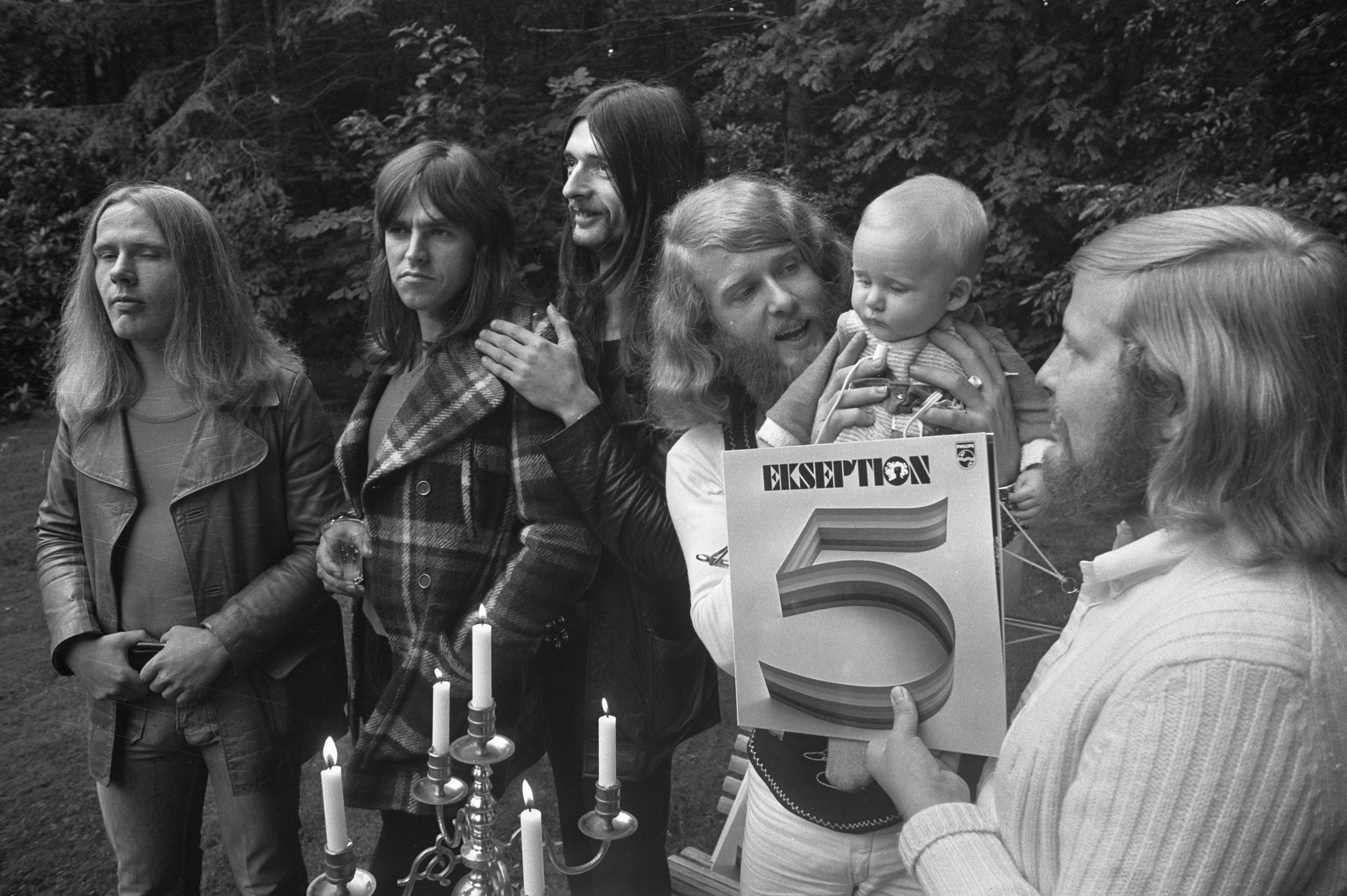
Präsentation der LP Ekseption 5 (1972)

Ekseption war eine Symphonic-Rock-Formation aus den Niederlanden. Die Gruppe bestand von 1967 bis 1975, danach wurde sie bis 1989 mehrmals mit unterschiedlichen Besetzungen sporadisch wiederbelebt. Die Band spielte hauptsächlich Neuinterpretationen klassischer Werke und ist vor allem durch ein Arrangement von Beethovens 5. Symphonie bekannt.

## Geschichte
Ekseption entstand aus der Schülerband The Jokers, die im Jahre 1958 vom niederländischen Trompeter Rein van den Broek (1945–2015, Vater von Marlayne) gegründet worden war. Nach einer Umbenennung zu Incrowd (nach einem Song von Ramsey Lewis) änderten sie ihren Namen 1967 zu Ekseption.
Ursprünglich spielte die Band eine Mischung aus Jazz, Pop und R&B, jedoch waren sie 1969, kurz nachdem Keyboarder Rick van der Linden (1946–2006) zur Band gestoßen war, von einem Auftritt der englischen Rockband The Nice so beeindruckt, dass sie unter Federführung von van der Linden ihren Stil in Richtung Progressive / Symphonic Rock änderten, wobei sie hauptsächlich moderne Neuinterpretationen klassischer Werke boten. Die 1969 erschienene erste LP Ekseption war in diesem Stil gehalten. Die meisten der späteren Alben enthalten sowohl Eigenkompositionen als auch neu interpretierte klassische Stücke. Van der Linden übernahm de facto schnell die Führung der Gruppe, in einem Interview von 1972 kommunizierte er das auch offen. Nach Erscheinen des Albums Trinity 1973 wurde er von seinen Bandkollegen jedoch gebeten, die Gruppe zu verlassen; im Herbst desselben Jahres gründete er eine neue Band namens Trace. 
Van der Linden wurde durch den niederländischen Keyboarder Hans Jansen ersetzt. Jansen brachte die Band in eine mehr jazzige Richtung; zwei LPs mit Eigenkompositionen wurden veröffentlicht. Wegen deren mäßiger Verkäufe löste sich die Band im Jahr 1976 auf. Später in diesem Jahr gründete sich ein Ableger namens Spin, der zwei weitere Alben herausbrachte, aber auch diesen blieb ein nennenswerter Erfolg versagt.
1978 vereinigten sich Trace und Spin wieder zu Ekseption. Bis zu van der Lindens Tod im Jahr 2006 gab es mehrere Wiedervereinigungen mit teilweise neuen Mitgliedern.

## Diskografie

### Studioalben
| Jahr | Titel                    | Höchstplatzierung, Gesamtwochen, AuszeichnungChartplatzierungen (Jahr, Titel, Platzierungen, Wochen, Auszeichnungen, Anmerkungen) | Höchstplatzierung, Gesamtwochen, AuszeichnungChartplatzierungen (Jahr, Titel, Platzierungen, Wochen, Auszeichnungen, Anmerkungen) | Anmerkungen                      |
| Jahr | Titel                    | DE | NL | Anmerkungen                      |
| ---- | ------------------------ | --- | --- | -------------------------------- |
| 1969 | Ekseption                | — | NL2 (16 Wo.)NL |                                  |
| 1970 | Beggar Julia’s Time Trip | — | NL3 (11 Wo.)NL |                                  |
| 1970 | Ekseption 3              | DE44 (1 Wo.)DE | NL1 (15 Wo.)NL |                                  |
| 1971 | 00.04                    | DE35 (5 Wo.)DE | NL1 (6 Wo.)NL | mit Royal Philharmonic Orchestra |
| 1972 | Ekseption 5              | DE7 (14 Wo.)DE | — |                                  |
| 1973 | Trinity                  | DE14 (4 Wo.)DE | — |                                  |
| 1978 | Ekseption ’78            | — | NL47 (1 Wo.)NL |                                  |
| 1989 | Ekseption ’89            | — | NL83 (3 Wo.)NL |                                  |

Weitere Alben
- 1974: Bingo
- 1975: Mindmirror
- 1981: Dance Macabre

### Livealben
- 1993: The Reunion (Live in Germany)

### Kompilationen
| Jahr | Titel                               | Höchstplatzierung, Gesamtwochen, AuszeichnungChartplatzierungen (Jahr, Titel, Platzierungen, Wochen, Auszeichnungen, Anmerkungen) | Höchstplatzierung, Gesamtwochen, AuszeichnungChartplatzierungen (Jahr, Titel, Platzierungen, Wochen, Auszeichnungen, Anmerkungen) | Anmerkungen |
| Jahr | Titel                               | DE | NL | Anmerkungen |
| ---- | ----------------------------------- | --- | --- | ----------- |
| 2015 | The Golden Years Of Dutch Pop Music | — | NL38 (2 Wo.)NL |             |

Weitere Kompilationen
- 1975: Ekseptional Classics
- 1976: Back to the Classics
- Ekseption Plays Bach
- 2004: 3 Originals (zwei CDs mit den vier Alben Ekseption, Beggar Julia's Time Trip, Ekseption 3 und 00.04)

### Singles
| Jahr | Titel Album                               | Höchstplatzierung, Gesamtwochen, AuszeichnungChartsChartplatzierungen (Jahr, Titel, Album, Platzierungen, Wochen, Auszeichnungen, Anmerkungen) | Anmerkungen |
| Jahr | Titel Album                               | NL | Anmerkungen |
| ---- | ----------------------------------------- | --- | ----------- |
| 1969 | 5th Symphony Beethoven Ekseption          | NL3 (14 Wo.)NL |             |
| 1969 | Rhapsody In Blue Ekseption                | NL18 (5 Wo.)NL |             |
| 1969 | Air Ekseption                             | NL2 (16 Wo.)NL |             |
| 1970 | Italian Concerto Beggar Julia’s Time Trip | NL18 (6 Wo.)NL |             |
| 1970 | Adagio Beggar Julia’s Time Trip           | NL15 (6 Wo.)NL |             |
| 1970 | Another History Ekseption 3               | NL34 (3 Wo.)NL |             |
| 1971 | Peace Planet Ekseption 3                  | NL2 (10 Wo.)NL |             |
| 1971 | Ave Maria 00.04                           | NL24 (3 Wo.)NL |             |
| 1974 | De Fietser Bingo                          | NL22 (3 Wo.)NL |             |